# Copa Unión B de la Asociación de Football de Santiago 1916
La Copa Unión B de la Asociación de Football de Santiago 1916 fue la segunda categoría de la Asociación de Football de Santiago, competición de fútbol de carácter oficial y amateur de la capital de Chile, correspondiente a la temporada 1916.
Su organización estuvo a cargo de la Asociación de Football de Santiago y contó con la participación de cuatro equipos. La competición se disputó bajo el sistema de todos contra todos, en una sola rueda.
El campeón fue Internado.

## Clasificación
| Pos. |  | Equipo          | Pts. |
| ---- |  | --------------- | ---- |
| 1    |  | Internado       | 10   |
| 2    |  | Unión Aconcagua | 8    |
| 3    |  | Loma Verde      | 6    |
| 4    |  | Primero de Mayo | 0    |

| Campeón Internado |
| 1.er título       |